# Kronfågels slakteri i Kristianstad
Kronfågels slakteri i Kristianstad var ett fjäderfäslakteri som byggdes 1968 på Långebro i Kristianstad. Det var i drift till 2009 då det lades ner.

## Bakgrunden till Kronfågels slakteri
Äggcentralerna behövde ett slakteri för alla höns som blev för gamla som värphöns. Slakteriet placerades först på Långebro, för att sedan flytta till Näsby och slutligen tillbaka till Långebro igen. Slakteriets namn Kronfågel kommer från äggens namn kronägg. 1949 bildades Södra Sveriges fjäderfäslakteri som ägdes av tre äggcentraler i Skåne och Blekinge. 1949 började man också med gåsslakt, i en mindre byggnad söder fryshuset på Långebro. Fabriken köpte upp 3 000 gäss hösten 1949, inför Mårtens afton. Byggnaden låg intill Lantmännen Kronfågels senare anläggning. 30 anställda kvinnor skulle plocka alla gäss med så kallad torrplockning men det hann man inte, så efter en resa till fjäderfäslakteriet i Ringsted lärde man en bättre metod att plocka gäss. Efter slakten, skållning doppades de danska gässen i ett vaxbad. När vaxet stelnat drogs det av och fåglarna blev släta och fina i skinnet.
Senare flyttades Gåsslakteriet 1950 till Näsby till en byggnad belägen vid Industrigatan. Slakteriet fick inte in tillräckligt med fågel så man bedrev kycklinguppfödning i källaren. 1953 blev Herbert Nilsson försäljningschef på företaget. Produktionen startade med höns till en början, men sedan följde kyckling, gäss, ankor och kalkon. En produkt kallades klyvkyckling, Det var en halv kyckling som vägde 700–800 gram. Slakteriet sålde klyvkyckling till gödkycklingarna (broilers) slog igenom.

## Broilers
1954 byggde äggcentralen i Degeberga en försöksanläggning för gödkyckling med plats för 1 000 kycklingar. Det var en av de första, om inte den första i Sverige. Broileruppfödning fanns utomlands i Amerika, England, Holland och Belgien. Till anläggningen i Degeberga smugglades ägg av avelsdjur från Belgien till Sverige som användes på avelsstationen i Degeberga. 1960 blev frysta broilers ett begrepp. Försöksanläggningen sålde broilers på torg för fem kronor styck bland annat i Karlskrona. Den gamla fjäderfähandeln med höns med fjädrarna på torgen slogs ut. 

## Nytt slakteri på Långebro
1968 byggdes ett nytt slakteri på Långebro. Företaget led av överproduktionen i Sverige och Södra Sveriges fjäderfäslakteri fick likviditetsproblem och därefter fick Svenska Ägghandelsförbundet ta över fabriken. Lantmännen köpte senare anläggningen på Långebro.
Livsmedelsingenjören Carl-Gustaf Pagels lämnade 1979 Kristianstad Blekinge Slakteriförening efter en organisatorisk förändring. Han var sedan teknisk direktör på Kronfågels fabrik 1979 till 2000. Han anställdes av  Gunnar Lund som var VD i Slakteriförbundet och ordförande i Kronfågel. Kronfågels slakteri hade dålig lönsamhet och stor personalomsättning. Det hotades av nedläggning. Anläggningen var Sveriges i särklass största fjäderfäslakteri men hade också den sämsta ekonomin.
Då ekonomin analyserades valde man ut tre saker som förstörde ekonomin för företaget. En stor förlust var att andrasorteringen av kycklingar utgjorde för stor del av produktionen. En andra förlust var dåligt slaktutbytet av kycklingen och det tredje ´var låg effektivitet. Fokus på dessa tre områden kunde vända företagets förlust till vinst. 

### Ändrade kriterierna för andrasortering
På företaget fanns målade tavlor som visade hur andrasorteringens kycklingar skulle se ut för att sorteras bort. De höga kraven gjorde att omkring 20 procent av kycklingarna kasserades. Det var dålig ekonomi för företaget. Man ändrade kriterierna för andra sorteringen. Kycklingen användes mer i sin helhet. Djupfryst kyckling har en stump av halsen kvar. För slakterierna betyder denna lilla bit ekonomiskt mervärde, med slaktvolymer på 50 000 kycklingar om dagen ger 3 gram per kyckling 150 kg om dagen. Företaget gick med fyra miljoner i vinst efter ett år. De bortsorterade kycklingarna kunde delvis användas. Skadorna kunde skäras bort och resten kunde säljas i delar. På så sätt började kycklingdelar säljas i affärerna.

### Ökad effektivitet genom ackord
För att öka effektiviteten infördes ackord på fabriken. Delar av personalen blev glada och andra misstyckte. Men produktionen ökade med högre lön för snabbare och effektivare arbete. Tidsstudiemän spelade med videokamera in alla arbetsmoment för att se hur arbetsmomenten kunde förenklas. Psykolog anlitades som bollplank till ledningen för att få fram en kompetent organisation och välutbildad personal, som skulle trivas bättre och stanna kvar på fabriken. Först utbildades arbetsledare och högre chefer i kommunikation och konfliktlösning i personalgruppen. Psykologikurserna hölls på konferensanläggningar med lite nöje så uppslutningen var god. Organisationen blev tydligare och arbetskonflikterna minskade.

### Utbildning  och karriärsteg hindrade personalflykt
Ett projekt med benämningen Kronfågel 90 startades för att  minska personalomsättningen.  Omsättningen på personal var kostsam för företaget. Länsarbetsnämnden  i Kristianstad satsade en miljon kronor för att kunna ge en grundutbildning för slakteripersonalen. Kronfågel som arbetsplats var ofta en arbetsplats för socialt svaga individer och kunde vara sista anhalten innan socialen fick träda in. Av 90 anställda på Kronfågel slutade 82 och bara 8 stannade. Kronfågel startade en personaltidning för att stärka personalgruppen.
Arbetsplatsen organiserades att personalen kunde utvecklas och göra karriär inom företaget. Man började med  introduktionskursen i länsarbetsnämndens regi och anställdes sedan som operatörer.  Efter en tid med några interna kurser blev man befordrade till livsmedelstekniker med högre lön, 2.50 i timmen. Efter tre som livsmedelstekniker med fortsatt internutbildning blev befordrade till arbetstekniker med ytterligare 10 kronor i timmen (1990 års penningvärde). Den interna karriärstegen högsta steg var kvalitetstekniker med en lönehöjning till 17 kronor. Organisationen fungerade och konsekvensen blev att fler än hälften av de nyanställde stannade på arbetsplatsen.

## Kostnaderna  sänks inför medlemskapet i EU
Med trimmad organisationen mötte företaget en ny då Sverige anslöt som medlem i EU 1994. Koncernledningen ville sänka kostnaden per djur från 4.70 kronor till 2.30. Att halvera kostnaden syntes som en omöjlig uppgift. En arbetsgrupp med chefer åkte till Mallorca under en vecka.. Där redovisades vad en övergång till tvåskift med ökad kapacitet och mera specialiserad verksamhet. Kronfågel sålde sina lastbilar och lät fraktföretag ta över transporterna. Matsalen på företaget arrenderades till en kock och vaktkuren fick ett vaktbolag sköta. Bara kärnverksamheten behöll att slakt kycklingar och med tvåskift och fick Kronfågel ner kostnaderna för slakt.

## Nedläggning
3 september 2009 meddelade Kronfågel att man avsåg lägga ner verksamheten i Kristianstad senast 2011 och flytta produktionen till slakteriet i Valla. Beslutet innebar att 175 arbetstillfällen försvann från Kristianstad och att 105 nya tjänster skapades i Valla. Verksamheten i Kristianstad avvecklades 2011, men år 2016 hade företaget planer på att etablera ett nytt slakteri vid Karpalund i Novias fabrik.. Man valde emellertid att inte genomföra satsningen.